# Sinclairville
Sinclairville es una villa ubicada en el condado de Chautauqua en el estado estadounidense de Nueva York. En el año 2000 tenía una población de 665 habitantes y una densidad poblacional de 159 personas por km².

## Geografía
Sinclairville se encuentra ubicada en las coordenadas 42°15′44″N 79°14′43″O / 42.26222, -79.24528.

## Demografía
Según la Oficina del Censo en 2000 los ingresos medios por hogar en la localidad eran de $26,625, y los ingresos medios por familia eran $32,955. Los hombres tenían unos ingresos medios de $34,167 frente a los $23,958 para las mujeres. La renta per cápita para la localidad era de $14,415. Alrededor del 22.6% de la población estaban por debajo del umbral de pobreza.